# Steven Michael Quezada
Steven Michael Quezada, född 15 februari 1963 i Albuquerque, New Mexico, är en amerikansk skådespelare. Quezada är troligtvis mest känd för sin roll som Steve Gomez i den kritikerrosade serien Breaking Bad.

## Filmografi

### Filmer
- 2023 – Strange Darling
- 2016 – Outlaws and Angels
- 2015 – Supernal Darkness/Protege Project
- 2014 – The Dirty Girls Social Club
- 2014 – Flexx
- 2014 – Hermanos (TV-film)
- 2014 – La Vida Robot
- 2014 – Light from the Darkroom
- 2014 – Hunter's Game (TV-film)
- 2013 – New Methico (Kortfilm)
- 2013 – The Participant (Kortfilm)
- 2013 – Red Clay (Kortfilm)
- 2013 – The Rambler
- 2012 – Powder Pigs (Kortfilm)
- 2011 – The Reunion
- 2011 – Surreal Estate (Kortfilm)
- 2011 – Warrior Woman
- 2010 – Love Ranch
- 2010 – Kites
- 2008 – Milagros (Kortfilm)
- 2006 – Beerfest
- 2006 – First Snow
- 2005 – Three Wise Guys (TV-film)

### TV-serier
- 2008-2013 - Breaking Bad (33 avsnitt)
- 2011-2012 - The After After Party with Steven Michael Quezada (12 avsnitt)
- 2009 - Crash (1 avsnitt)
- 2008 - In Plain Sight (1 avsnitt)
- 2006 - Wildfire (1 avsnitt)